# Unciola serrata
Unciola serrata är en kräftdjursart som beskrevs av Robert Alan Shoemaker 1945. Unciola serrata ingår i släktet Unciola och familjen Aoridae. Inga underarter finns listade i Catalogue of Life.